# Karlo Gagulić
Karlo Gagulić (15. rujna 2000.) je hrvatski filmski redatelj, kazališni i televizijski glumac.
Od 2023. godine direktor je i osnivač filmskog festivala „Playbox Shorts”.

## Filmografija

### Televizijske uloge
- „Crno-bijeli svijet” kao Meštar, 2021.

### Kratkometražni igrani filmovi
- „U svijetu anđela”, 2019.
- „Brod u boci”, 2020.
- „Škola koja (ne) postoji”, 2021.
- „Adio”, 2022.
- „Ispit”, 2023.
- „Šta će selo reć”, 2023.